# Трифонова, Светлана Николаевна
Трифонова Светлана Николаевна (род. 12 сентября 1966, Кривой Рог, Днепропетровская область) — украинская паралимпийская лыжница, заслуженный мастер спорта Украины по лыжным гонкам.

## Биография
Родилась 12 сентября 1966 года в городе Кривой Рог Днепропетровской области.
В 14 лет диагностировали опухоль на позвоночнике. После операции перестала ходить и 10 и 11 классы оканчивала на дому.
В 1998 году окончила Днепропетровский институт физкультуры.
Ведущая телевизионного проекта на Первом национальном канале о спортсменах-паралимпийцах, их жизни вне спорта.

### Семья
Супруг, Павел Гонтов — автогонщик, 8-кратный чемпион Украины по автокроссу. Двое общих сыновей — Никита и Тимофей.

## Спортивная карьера
Гонкой на колясках занялась в 1981 году.
В 1996 году впервые участвовала в Паралимпиаде в Атланте. В 1997 году начала тренироваться в гонках на лыжах. Тренеры: Веларий Казаков, Николай Ворчак, Владимир Сторожок.
Серебряный и бронзовый призёр Параолимпийских игр в Нагано (1998), Солк-Лейт-Сити (2002), Турине (2006). В 2000 году участвовала в Летней Паралимпиаде в Сиднее (Австралия), где заняла 7 место в пауэрлифтинге (жим штанги лёжа).

## Награды
- Заслуженный мастер спорта Украины;
- Орден княгини Ольги 3-й степени[2];
- Орден «За заслуги» 2-й[3] и 3-й[4] степени;
- Лауреат Всеукраинской премии «Женщина ІІІ тысячелетия» в номинации «Рейтинг» (2015);
- Звезда на площади ТРЦ «Гулливер» в Киеве.